# Neuhaus am Inn
Neuhaus am Inn es un municipio situado en el distrito de Passau, en el estado federado de Baviera (Alemania), con una población a finales de 2016 de unos 3392 habitantes.
Se encuentra ubicado al este del estado, en la región de Baja Baviera, a la orilla del Río Eno —un afluente del Danubio— y cerca de la frontera con Austria.